# Хойер, Катя
Катя Хойер (Katja Hoyer; род. 1985, Губен, Бранденбург[…]) — немецко-британский историк, специализирующийся на современной истории Германии, журналистка и автор бестселлеров, феллоу Королевского колледжа Лондона и Королевского исторического общества, обозреватель Berliner Zeitung. Регулярно пишет для The Spectator, The Daily Telegraph и UnHerd. Прежде обозревательница The Washington Post. Восточная немка, она проживает ныне в Великобритании. Сама про себя высказывалась, что «после многих лет, проведённых в Великобритании, все ещё скорее немка». Проживает в Восточном Сассексе.  «Одним из лучших молодых историков» назовёт её Financial Times по выходе её дебютной книги. 
Время от времени публикуется на страницах Financial Times, Times, Guardian и Die Welt. Её отец был офицером ВВС; есть младшая сестра. Хойер окончила Йенский университет как магистр MA по истории. Затем уехала в Англию. Работала над проектами по сохранению свидетельств выживших в Холокосте, а также принимала участие в проектах, где сохранялись свидетельства военнослужащих вермахта, участвовавших в массовых расстрелах на Восточном фронте.
Дебютная книга — монография Blood and Iron («Кровь и железо: взлёт и падение Германской империи 1871—1918») (2021), была преимущественно благосклонно воспринята учёными и критиками, стала бестселлером в Великобритании и признана одной из лучших книг 2021 года по версии «The Financial Times». Вторая книга — Beyond the Wall: East Germany, 1949–1990 (Penguin: London, 2023) — стала бестселлером Sunday Times, вошла в лонг-лист престижной Baillie Gifford Prize.
Явилась первым англоязычным томом истории ГДР. В Германии её встретили критически. Французская газета Le Figaro похвалила книгу как «замечательную».

## Цитаты
- Никто не может полностью уйти от своего прошлого[9].
- Однажды меня даже выгнали с урока политики, потому что я спросила учительницу, легко ли объяснить нам сегодня, почему социализм не может работать экономически, хотя несколько лет назад она, конечно, учила своих учеников обратному[9].
- ...Как и большинство моих соотечественников-немцев, я нахожу мысль о современной Германии как о монархии инстинктивно абсурдной. И это несмотря на то, что я уже долгое время живу в конституционной монархии и считаю такое положение дел совершенно нормальным и в Британии. (2025)